# 大倉山 (鳥取県)

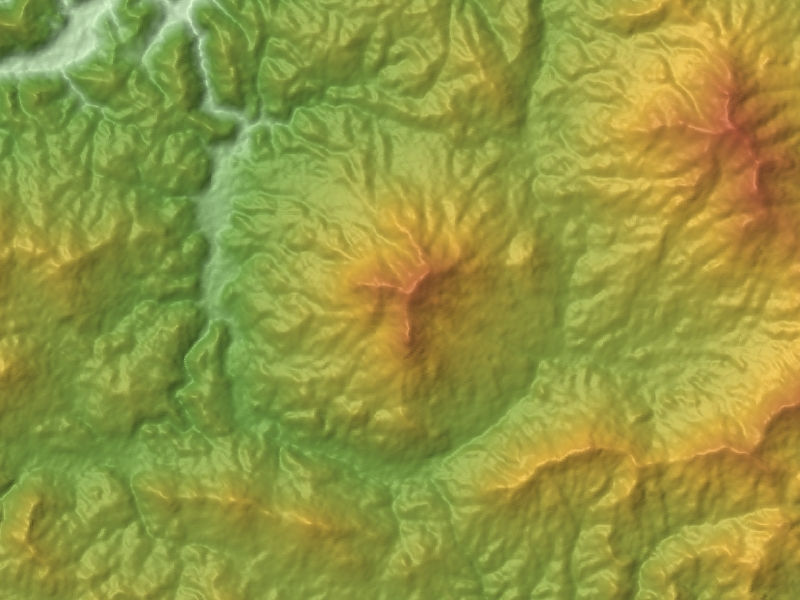
大倉山周辺の地形図
右上が花見山

大倉山（おおくらやま）は鳥取県日南町の山で、標高は1112.13メートルである。

## 地理
大倉山は中国山地の分水界にある残丘（遠隔残丘）で、他の山とは稜線が繋がらない独立峰である。付近の花見山（北緯35度9分8.63秒 東経133度24分4.25秒 / 北緯35.1523972度 東経133.4011806度）、鬼林山（北緯35度7分55.29秒 東経133度16分49.97秒 / 北緯35.1320250度 東経133.2805472度）、稲積山（北緯35度6分12.43秒 東経133度13分40.95秒 / 北緯35.1034528度 東経133.2280417度）なども同じように一定の距離を隔てて独立しており、山地の解体の典型例となっている。
中生代（2.5億～6600万年前）の花崗閃緑岩が主な構成岩で、これが風化してできた真砂土が山麓で緩斜面を形成している。こうした地形は、ここから約20km南西の小奴可（おぬか）付近で顕著にみられたことから「小奴可地形」と呼ばれる。
山麓各地では古来から、こうした山麓の緩斜面の風化花崗岩を崩して鉄穴流しが盛んに行われた。現在の地名や地形にその痕跡が残されており、現在の姿は自然の山容が大きく変えられた人工地形とみなされている。ただし植林も行われて樹林は豊富である。
山頂には3つの頂きがあり、このうち中央に二等三角点「大倉山」（標高1112.13メートル）が設置されている。

## 地誌
一級水系日野川の支流石見川や伯備線が山の周囲を180度ぐるりと回り、これらの川沿いの道は「大倉巡り・大倉廻り」と呼ばれてきた。大倉巡りでは、各方角から山容を眺望できる。

### 山名
大倉山には様々な異名がある。
- 手鬼山または牛鬼山 - 孝霊天皇が牛鬼という鬼退治をしたという伝承による名称で、鬼がこの山に住んでいたとされる。孝霊天皇による鬼退治伝説は、この周辺の各地に残っており、鬼住山も同様のルーツをもっている[6]。大倉山の北西山麓には下石見村（2014年現在は日南町下石見地区）があったが、これは孝霊天皇が鬼退治の際に「下の岩（石）を見よ」と命じたことからこの名があるとされている[7]。

- 大蔵山 - 『伯耆志』によれば、下石見村（現在の日南町の一部。）にある大蔵大明神に由来する[6][3]。1763年（宝暦13年）の古文書（『長谷部家文書』）では次のように伝えられている。平家物語に登場する長谷部信連は源氏に与して伯耆国日野郡へ流罪となった。戦国時代の伯耆国で毛利氏の臣下に、信連の末裔を称する長谷部大蔵左衛門元信という武将がいる。この元信が山のそばを通りかかると、山の上から鬼が「大蔵殿」と呼びかけ、米俵を投げつけてきた。元信がこれを受けると鬼は去った。鬼は後になって再び現れたため、元信が山の周りに神社を建立すると、鬼が現れなくなったという[6][1]。

『日本山岳ルーツ大辞典』では、「クラ」は崖・岩場の意で、「岩場の多い山」という語源説を紹介している。

### 要衝
『出雲国風土記』には、古代に狼煙による連絡網が整備されていたという記述があるが、『日野郡史』では大倉山にも狼煙台があり、出雲国の「暑垣烽（あつがきのとぶひ）」（現在の車山に相当）の次は大倉山の狼煙台だったとしている。
江戸時代の鳥取藩の文書に拠れば、米子城から11里（約45キロメートル）離れた大倉山の頂上から、松江に近い星上山（水平距離で約35キロメートル）や、新見と庄原の中間にある荒戸山を眺めることができたとされ、戦略上の要地であったと考えられている。

### 鉄の採取
一般に山陰地方の花崗岩は鉄分を含んでおり、風化が激しい大倉山では砂鉄の採取と鉄穴流しは一帯で広く行われてきた。また、戦国時代末期の1595年（文禄4年）には、因幡国を治めた亀井茲矩が大倉山で銀山を見出している。このほか、太平洋戦争中には大倉鉱山が拓かれ銅や亜鉛鉱山が採掘された。